# Johann von Berenberg-Gossler
O barão Johann von Berenberg-Gossler (nascido em 13 de fevereiro de 1839 em Hamburgo, morreu em 8 de dezembro de 1913 em Hamburgo; né Johann Gossler), conhecido como "John", era um banqueiro alemão da cidade-estado de Hamburgo e proprietário e chefe do Banco Berenberg de 1879 até sua morte.
Ele era membro da família Hanseatic Berenberg/Gossler e filho do banqueiro Johann Heinrich Gossler (1805-1879), neto do banqueiro e senador Johann Heinrich Gossler e bisneto do banqueiro Johann Hinrich Gossler. Seu tio era primeiro prefeito e presidente do Senado (chefe de estado) Hermann Gossler. Sua mãe era Mary Elizabeth Bray (1810–1886), neta de Samuel Eliot e membro da família Eliot de Boston.
Conhecido como "John Bi" (B pronunciado em inglês) por seus amigos, ele era um Schöngeist. Ele adorava música e teatro e queria estudar idiomas, literatura e história. Mas seu pai o havia destinado a se tornar um banqueiro. Após aprendizado na Inglaterra, França, América do Norte e do Sul, tornou-se associado do banco de seu pai em 1864. Após a morte de seu pai em 1879, tornou-se chefe do Banco Berenberg.
Em 1880, o Senado de Hamburgo concedeu a ele o nome de Berenberg-Gossler em reconhecimento ao fato de que ele era o proprietário do Banco Berenberg (a família Berenberg foi extinta na linha masculina em 1773, mas os Gosslers foram descendentes da família através de o último membro da família, Elisabeth Berenberg, casou-se com Gossler, que morreu em 1822). Em 1888, Johann Berenberg-Gossler foi enobrecido no Reino da Prússia (embora fosse cidadão de Hamburgo e não da Prússia) e conferiu o título de Barão em 1910. O enobrecimento era controverso em sua família e na alta sociedade de Hamburgo, como nobreza. (que não existia em Hamburgo) era desaprovada pelos grandões republicanos de Hamburgo. Sua irmã Susanne, casada com Amsinck, exclamou "Aber John, nome mais incerto!"
Johann von Berenberg-Gossler estava menos inclinado a correr riscos do que seu pai e fechou as agências do banco na cidade de Nova York e Boston em 1880 e 1891, respectivamente. No momento de sua morte, ele era a segunda pessoa mais rica de Hamburgo.
Ele foi o pai do senador e embaixador John von Berenberg-Gossler (1866-1943) e do banqueiro Barão Cornelius von Berenberg-Gossler (1874-1953). Seu filho John von Berenberg-Gossler tornou-se político, apesar do desejo de seu pai de sucedê-lo como chefe do banco e, portanto, teve que desistir de suas ações na empresa. Ele foi sucedido como chefe do banco e como Barão de Berenberg-Gossler (um título vinculado à propriedade de Gut Niendorf) por seu filho mais novo Cornelius von Berenberg-Gossler.